# هانكيو
هانكيو (باليابانية: 阪急電鉄株式会社) هي شركة نقل يابانية مقرها أوساكا.